# Valaskjálf
Le Valaskjálf (« plateau des tués ») est un manoir qui est l'une des résidences d'Odin dans la mythologie nordique. Situé dans la cité d'Ásgard, c'est une bâtisse imposante dont les murs et le toit sont entièrement faits d'argent pur. C'est là que se situe Hlidskjalf, le trône d'Odin à partir duquel il peut observer les neuf mondes.Le manoir est bâti sur une terrasse à flanc de montagne auquel on accède par un long cheminement d'escaliers qui descend jusqu'au cœur d'Asgard.